# Birjubas
Birjubas (orosz betűkkel: Бирюбаш, baskír nyelven: Бөрөбаш) falu Oroszországban, a Baskír Köztársaságban, a Miskinói járásban.

## Népesség
- 2002-ben 376 lakosa volt, melynek 99%-a mari.
- 2010-ben 378 lakosa volt.